# Balliol (famiglia)
La famiglia Balliol, o Baliol, è stata una famiglia piccarda, che diede due re alla Scozia.

## Storia
Fondatore della famiglia fu il barone piccardo Guy I de Balliol, che possedeva feudi a Bailleul, in Piccardia, e altrove. Guy seguì in Inghilterra Guglielmo il Conquistatore e ricevette poi dal figlio, Guglielmo II, delle terre nel nord del paese.
Un nipote di Guy, Bernard, costruì il castello di Barnard (oggi Barnard Castle) nel Durham e combatté per il re Stefano d'Inghilterra nella guerra civile, rimanendo prigioniero nella battaglia di Lincoln (1141).
John de Balliol sposò Dervorguilla di Galloway e fu uno dei reggenti della Scozia quando Alessandro III era minorenne. Accusato di tradimento e privato dei suoi feudi, tornò nel 1255 in Inghilterra, dove combatté per Enrico III nella seconda guerra dei baroni guidati da Simone V di Montfort, venendo fatto prigioniero alla battaglia di Lewes (1264). Fondò alcune borse di studio all'università di Oxford, dando il nome al noto collegio Balliol College, fondato dalla moglie dopo la sua morte.
Suo figlio, John II de Balliol, reclamò il trono di Scozia in quanto pronipote di Davide I di Scozia del Casato dei Dunkeld, e fu quindi re di Scozia, noto come Giovanni di Scozia, dal 1292 al 1296.
Il figlio di Giovanni, Edoardo Balliol, passò parecchi anni in Francia, tornando in Inghilterra nel 1324 per cercare di riprendersi il trono con l'appoggio di Edoardo III d'Inghilterra: riuscì nel suo intento nell'agosto del 1332, ma dovette scappare dopo tre mesi (cedendo il trono a Davide II di Scozia del Casato dei Bruce), prima di ritornare sul trono nel luglio 1333, dopo la battaglia di Halidon Hill; dopo un'altra fuga e un terzo ritorno sul trono (1346), perse definitivamente il regno nel 1356, trasferendosi quindi in Inghilterra. Edoardo morì senza eredi, ma la discendenza dei Balliol continuò attraverso la sorella Ada, che sposò William Lindsay di Lambarton, ed ebbe una figlia, Christian de Lindsay. Con il matrimonio di quest'ultima con Enguerrand V de Coucy la pretesa passò ai Signori di Coucy, ai Lussemburgo-Saint-Pol, ai Borbone-Vendôme e ai Borbone-Parma.